# 片桐且元
片桐且元（日语：／ Katagiri Katsumoto，1556年—1615年6月24日），日本戰國時代、江戶時代武將及大名。父親是淺井氏家臣片桐直貞，母親名字不明。其弟貞隆是江戶時代小泉藩藩主。

## 經歷
生於近江國淺井郡須賀谷，父親是當地的小領主，是淺井長政的家臣，1573年織田信長出兵消滅淺井氏，之後投靠羽柴秀吉（即豐臣秀吉），大概在秀吉任長濱城城主期間加入，加入時間與石田三成相若。1583年參與賤岳之戰，戰後被封為賤岳七本槍之一。在秀吉臣下時代，曾參與小牧長久手之戰、九州征伐以及小田原征伐。不過主要功績並非從參與戰爭得來。而且從軍事上的後勤支援、外交事務（九州征伐負責調動軍船）、以道奉行的身份整理街道以及在日本各地進行檢地。1595年被封為茨木城城主。秀吉病逝後，為秀賴的傅役之一。
秀吉死後輔助繼任人豐臣秀賴。1600年，關原之戰爆發期間，將長男孝利送往家康成為人質，表示無意與家康敵對，且元為表示中立，在該戰役中沒有參戰。戰後被家康分封龍田藩藩主，並積極處理豐臣家家內事務。
1614年方廣寺鐘銘問題爆發，幕府有意向豐臣家宣戰，且元四處奔波，不想德川家康因而發動戰爭。被大野治長以及殿為首的主戰派指為向家康求和有意謀反。且元被迫離開大坂城，並為德川軍參戰，大坂之陣過後，被幕府加封為4萬石，夏之陣完結後20天，且元突然死亡，死因是病死，亦有可能是悔恨背叛豐臣氏而自殺。